# Frank van den Broek
Frank van den Broek (født 28. december 2000 i Warmond) er en cykelrytter fra Holland, der er på kontrakt hos Team Picnic-PostNL.